# Leucauge prodiga
Leucauge prodiga är en spindelart som först beskrevs av Ludwig Carl Christian Koch 1872.  Leucauge prodiga ingår i släktet Leucauge och familjen käkspindlar.
Artens utbredningsområde är Samoa. Inga underarter finns listade i Catalogue of Life.